# هنس بیئوم
هنس بیئوم (دانمارکی: Hans Bjerrum; ۸ سپتامبر ۱۸۹۹ – ۱۰ مهٔ ۱۹۷۹) بازیکن هاکی روی چمن اهل دانمارک بود.